# Romano Amerio
Romano Amerio (Lugano, 17 de enero de 1905-Lugano, 16 de enero de 1997), fue un historiador de la filosofía y teólogo suizo, conocido por sus eruditos estudios sobre Tommaso Campanella y, fundamentalmente, por sus críticas al Concilio Vaticano II. 
Suizo de lengua italiana, obtuvo el doctorado en Filosofía por la Universidad Católica de Milán, ejerciendo la docencia en su ciudad natal. Fue consultor de Monseñor Angelo Giuseppe Jelmini, Administrador Apostólico de Lugano desde 1935 a 1968; en dicha condición asistió al Concilio Vaticano II, y pudo conocer de primera mano las disposiciones y escritos del mismo. Veinte años más tarde, cada vez más opuesto a la discontinuidad litúrgica y doctrinal apoyada sobre el espíritu conciliar, escribió Iota Unum (1985). Su crítica del Concilio, se basa en documentos del magisterio papal como la Quanta Cura de Pío IX, la Lamentabili Sane Exitu de San Pío X, y la Humani Generis de Pío XII, todos centrados fundamentalmente en la condena del modernismo teológico. Continuación de este libro fue Stat Veritas, publicada en 1997, de forma póstuma.
La actitud de Amerio le suscitó la indiferencia o rechazo institucional de la Iglesia post-conciliar, aunque hubo una parcial recuperación oficial de algunos de sus puntos de vista en el pontificado de Benedicto XVI, que se hace eco de sus ideas en Caritas in Veritate, de 2009.

## Principales obras
- Arbitrarismo divino, libertà umana e implicanze teologiche nella dottrina di Cartesio, Milano, Società Editrice "Vita e Pensiero", 1937.
- Tommaso Campanella, Della necessita di una filosofia cristiana, prima traduzione italiana con introduzione e commento a cura di Romano Amerio, Torino, Società Editrice Internazionale, 1953.
- Opere di Giordano Bruno e di Tommaso Campanella, a cura di Augusto Guzzo e di Romano Amerio, Milano-Napoli, R. Ricciardi, 1956.
- Alessandro Manzoni filosofo e teologo: studio delle dottrine seguito da una appendice di lettere, postille e carte inedite, Torino, Edizioni di filosofia, 1958.
- Il sistema teologico di Tommaso Campanella: studio di editi ed inediti con appendici e indici, Milano, Napoli, R. Ricciardi, 1972.
- Iota Unum. Studio delle variazioni della Chiesa Cattolica nel secolo XX, Milano-Napoli, R. Ricciardi, 1985.
- Stat veritas, Milano-Napoli, R. Ricciardi, 1997.